# Vellozia pumila
Vellozia pumila är en enhjärtbladig växtart som beskrevs av Goethart och Johannes Jan Theodoor Henrard. Vellozia pumila ingår i släktet Vellozia och familjen Velloziaceae. Inga underarter finns listade.